# Voile austronésienne
Pour les articles homonymes, voir Austronésien.
Pour un article plus général, voir Voile (navire).

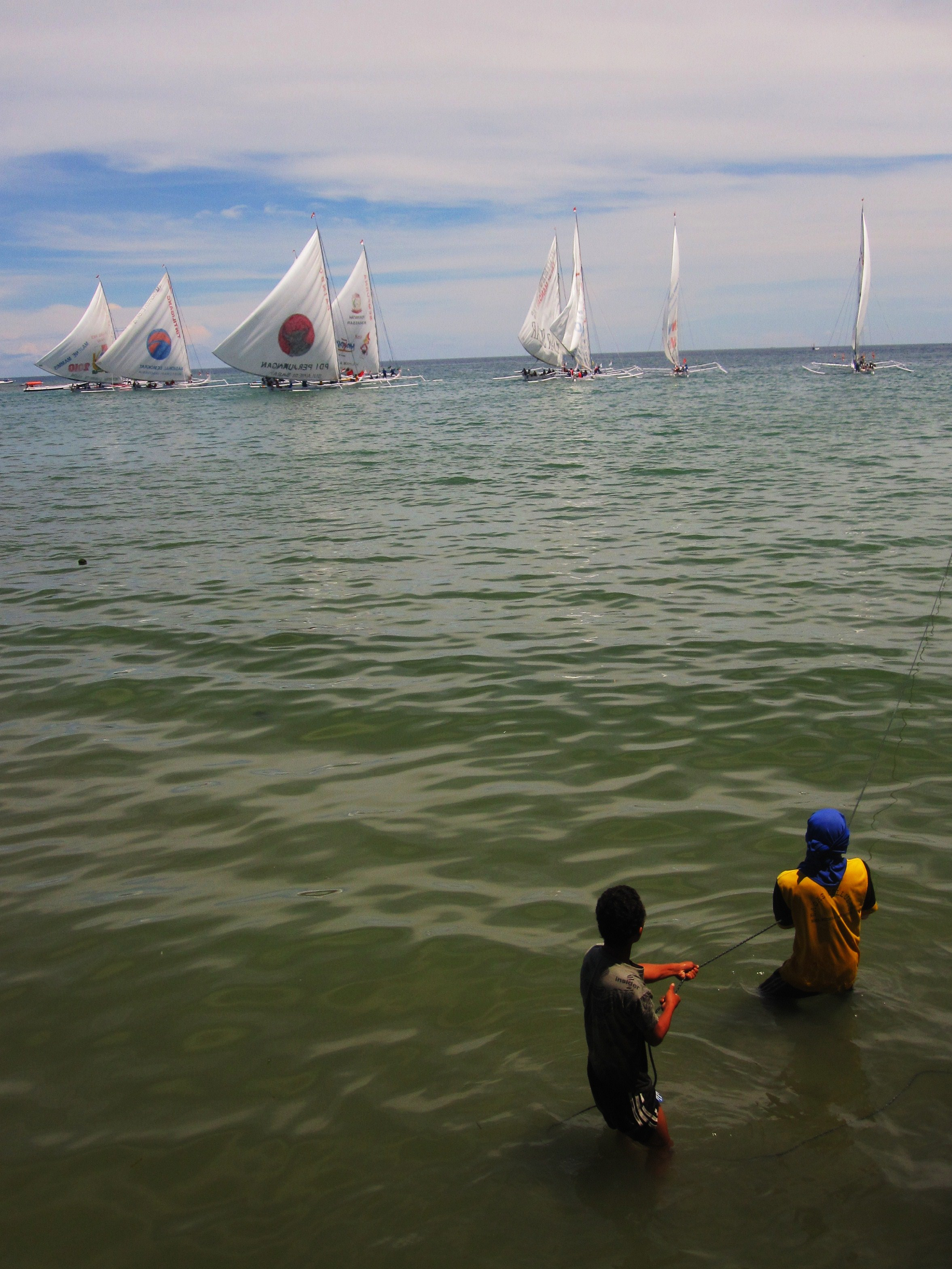
Sandeq à Majene, Sulawesi occidental, Indonésie

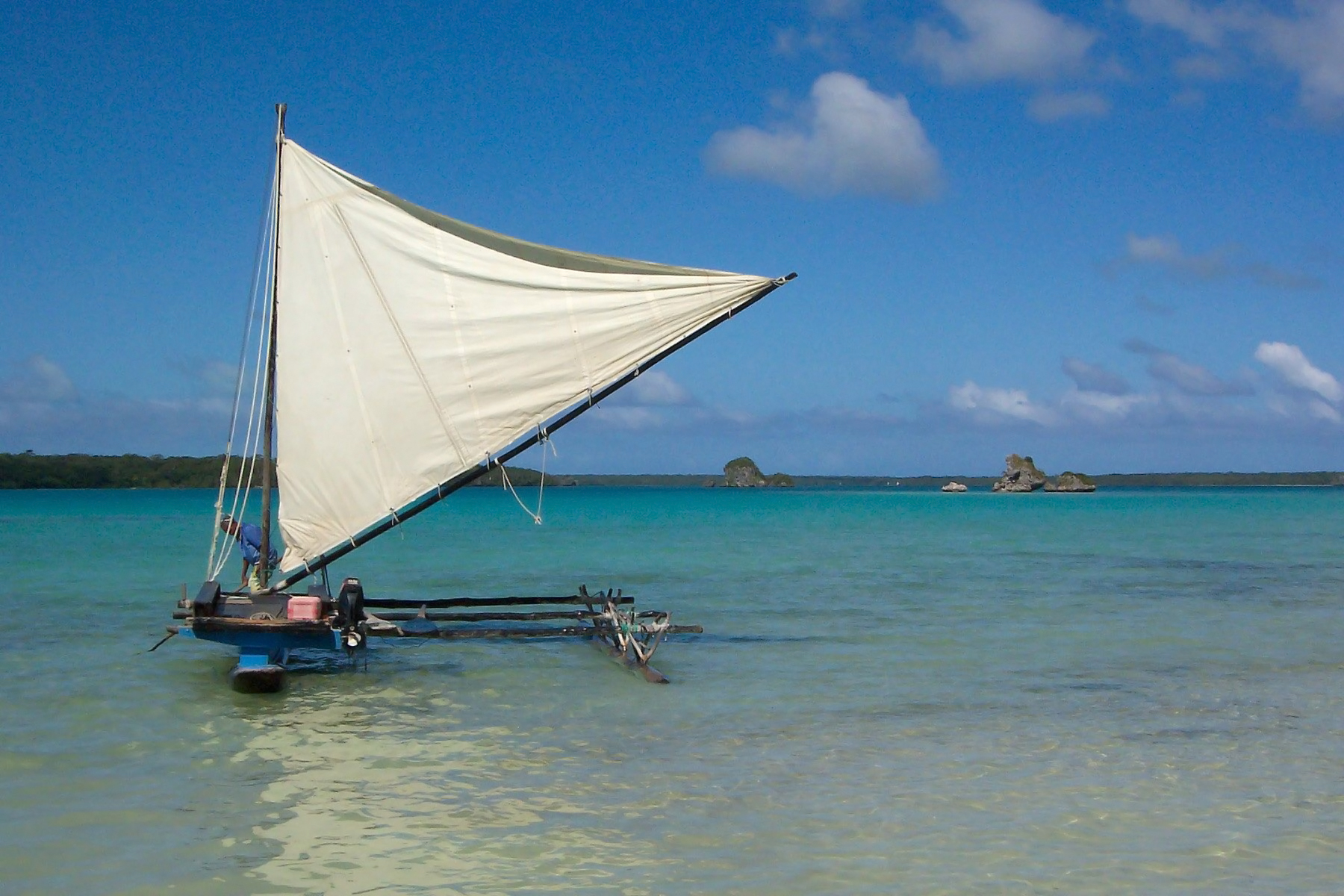
Une pirogue à balancier de Nouvelle-Calédonie disposée en prao, avec sa voile triangulaire austronésienne typique

Une voile austronésienne est une voile traditionnelle à balestrons, triangulaire et caractéristique des populations parlant des langues austronésiennes ou plus exactement, malayo-polynésiennes. Ces populations habitent une aire allant du nord des Philippines à la Nouvelle-Zélande et de Madagascar à l'île de Pâques. Cette voile est appelée tanjak en Indonésie. Elle est l'inverse d'une grand-voile bermudienne, et ce n'est pas une voile latine.
Pour une voile plane (composé d'un simple morceau de tissu), cette voile est d'une performance remarquable, voire la plus performante,,.